# Абу Іса аль-Варрак
Абу 'Іса Мухаммад ібн Харун аль-Варрак (араб. أبو عيسى محمد ابن هارون الوراق; 889 — 24 червня 994) — арабський вчений, скептик, критик ісламу і релігії в цілому.

## Життєпис
Був учнем Ібн ас-Сарраджа і Ібн Дурайда і наставником і другом Ібн ар-Раванді, в чиїй роботі Книга смарагдів він з'являється.
Аль-Варрак був налаштований скептично до віри в існування Бога. Він ставив під сумнів твердження про богооткровенну релігію. Він стверджував, що якщо люди здатні зрозуміти, що таке добро, щоб бути великодушним, то пророцтво — це зайве. Аль-Варрак захоплювався інтелектом не через його здатність уявити Бога, а через свою тягу до наукових чудес. Він пояснив, що люди розвивали астрономію, задивившись на небо, і що немає необхідності в пророку, щоб показати їм, як дивитися на небо. Він також заявив, що немає необхідності в пророках, щоб показати людям, як зробити флейту, або як в неї грати.

Аль-Варрак сумнівався у пророчій місії Мухаммеда:
Те, що Мухаммад міг передбачити певні події, ще не доводить того, що він був пророком: він, можливо, зміг угадати, але це не означає, що він дійсно знав про майбутнє. І, звичайно ж, той факт, що він зміг переказати події з минулого, не доводить того, що він був пророком, бо він міг прочитати про ці події в Біблії і, якби він був неписьменним, все одно хтось міг прочитати Старий Завіт для нього.